# 2702 Batrakov
A 2702 Batrakov (ideiglenes jelöléssel 1978 SZ2) egy kisbolygó a Naprendszerben. Ljudmila Vasziljevna Zsuravljova fedezte fel 1978. szeptember 26-án.